# محافظة غاريسا
محافظة غاريسا (بالصومالية: Gobolka Gasrisa)‏ هي محافظة إدارية في كينيا. عاصمتها وأكبر منطقة حضرية هي غاريسا كان عدد سكان المحافظة 841،353 في تعداد 2019، ومساحة أرض تبلغ حوالي 44753 كيلومتر مربع 17279 ميل مربع.

## التركيبة السكانية
يبلغ عدد سكان محافظة غاريسا 841،353 نسمة منهم 458،975 ذكور و 382،344 إناث و 34 شخصًا مزدوجي الجنس. يبلغ إجمالي عدد الأسر المعيشية 141،394 بمتوسط حجم 5.9 فرد لكل أسرة. تبلغ الكثافة السكانية 19 فردًا لكل كيلومتر مربع. 
| المقاطعات الفرعية | المساحة كم مربع | التعدادالسكاني. | الكثافة. |
| ----------------- | --------------- | --------------- | -------- |
| بلنبلا            | 3,684           | 32,257          | 8.8      |
| دباب              | 6,415           | 185,252         | 28.9     |
| فاف               | 15,050          | 134,030         | 8.9      |
| غاريسا            | 3,318           | 163,914         | 49.4     |
| هلوكا             | 7,737           | 133,984         | 17.3     |
| اجارا             | 2,453           | 141,591         | 57.7     |
| لكديرا            | 6,096           | 50,315          | 8.3      |
| الاجمالي          | 44,753          | 841,353         | 18.8     |

## الديانات
الاعتقدات في محافظة غاريسا